# Mert Akyüz
Hayrullah Mert Akyüz (Aksaray, 2 oktober 1993) is een Turks voetballer die als doelman speelt. Hij tekende in juli 2011 een contract bij Adanaspor, waarmee hij speelt in de Turkse TFF 1. Lig. Eerder werd Akyüz uitgeleend aan Iskenderunspor 1967 en Payas Belediyespor 1975. Tussen 2013 en 2014 doorliep Akyüz meerdere nationale jeugdelftallen. In november 2015 behoorde hij onder coach Fatih Terim tot de selectie van het Turks voetbalelftal voor twee vriendschappelijke interlands.